# Kurzbahneuropameisterschaften 2015
| Kurzbahneuropameisterschaften 2015 | Kurzbahneuropameisterschaften 2015 |
| ---------------------------------- | ---------------------------------- |
| Veranstaltungsort                  | Netanja                            |
| Teilnehmende Nationen              | 48                                 |
| Teilnehmende Athleten              | 500                                |
| Entscheidungen                     | 40                                 |
| Eröffnung                          | 2. Dezember 2015                   |
| Abschluss                          | 6. Dezember 2015                   |

| Medaillenspiegel | Medaillenspiegel       | Medaillenspiegel | Medaillenspiegel | Medaillenspiegel | Medaillenspiegel |
| Platz            | Land                   | G                | S                | B                | Gesamt           |
| ---------------- | ---------------------- | ---------------- | ---------------- | ---------------- | ---------------- |
| 01               | Ungarn                 | 11               | 3                | 1                | 15               |
| 02               | Italien                | 7                | 5                | 5                | 17               |
| 03               | Deutschland            | 4                | 2                | 1                | 7                |
| 04               | Russland               | 3                | 7                | 7                | 17               |
| 05               | Polen                  | 3                | 2                | 2                | 7                |
| 05               | Schweden               | 3                | 2                | 2                | 7                |
| 07               | Vereinigtes Königreich | 2                | 7                | 2                | 11               |
| 08               | Niederlande            | 2                | 3                | 4                | 9                |
| 09               | Finnland               | 2                | 0                | 0                | 2                |
| 10               | Belgien                | 1                | 3                | 1                | 5                |
| 11               | Slowenien              | 1                | 0                | 0                | 1                |
| 11               | Ukraine                | 1                | 0                | 0                | 1                |
| 13               | Dänemark               | 0                | 3                | 1                | 4                |
| 14               | Israel                 | 0                | 2                | 1                | 3                |
| 15               | Belarus                | 0                | 1                | 3                | 4                |
| 16               | Frankreich             | 0                | 1                | 1                | 2                |
| 17               | Island                 | 0                | 0                | 2                | 2                |
| 17               | Türkei                 | 0                | 0                | 2                | 2                |
| 19               | Griechenland           | 0                | 0                | 1                | 1                |
| 19               | Irland                 | 0                | 0                | 1                | 1                |
| 19               | Kroatien               | 0                | 0                | 1                | 1                |
| 19               | Litauen                | 0                | 0                | 1                | 1                |
| 19               | Norwegen               | 0                | 0                | 1                | 1                |
| 19               | Portugal               | 0                | 0                | 1                | 1                |
| Gesamt           | Gesamt                 | 40               | 41               | 41               | 122              |

Die Kurzbahneuropameisterschaften 2015 im Schwimmen fanden vom 2. bis 6. Dezember 2015 in Netanja (Israel) statt und wurden vom europäischen Schwimmverband LEN organisiert. Austragungsort war die neugebaute Schwimmhalle auf dem Gelände des Wingate Institute.
Israel war zum ersten Mal Gastgeber eines internationalen Schwimmgroßereignisses. Die Wettbewerbe wurden im März 2014 an Netanja vergeben und zunächst für den 15. bis 18. Januar 2015 angesetzt. Um eine terminliche Überschneidung mit anderen Sportveranstaltungen zu vermeiden, wurden die Kurzbahneuropameisterschaften im August 2014 auf den Zeitraum vom 2. bis 6. Dezember 2015 verschoben. Damit erstreckten sich die Wettbewerbe erstmals über fünf Wettkampftage.

## Männer

### Freistil

#### 50 m Freistil
Finale am 4. Dezember 2015
| Platz | Land        | Athlet                | Zeit  |
| ----- | ----------- | --------------------- | ----- |
| 1     | Russland    | Jewgeni Sedow         | 20,87 |
| 2     | Italien     | Marco Orsi            | 20,92 |
| 3     | Polen       | Sebastian Szczepański | 21,21 |
| 4     | Ukraine     | Andrij Howorow        | 21,27 |
| 5     | Belgien     | Pieter Timmers        | 21,34 |
| 6     | Finnland    | Ari-Pekka Liukkonen   | 21,39 |
| 7     | Italien     | Federico Bocchia      | 21,48 |
| 8     | Niederlande | Jesse Puts            | 21,49 |

#### 100 m Freistil
Finale am 6. Dezember 2015
| Platz | Land        | Athlet                | Zeit  |
| ----- | ----------- | --------------------- | ----- |
| 1     | Italien     | Marco Orsi            | 46,05 |
| 2     | Belgien     | Pieter Timmers        | 46,61 |
| 3     | Polen       | Sebastian Szczepański | 46,87 |
| 4     | Deutschland | Philipp Wolf          | 47,00 |
| 5     | Belgien     | Glenn Surgeloose      | 47,21 |
| 6     | Russland    | Alexander Kljukin     | 47,38 |
| 7     | Litauen     | Mindaugas Sadauskas   | 47,51 |
| 8     | Belarus     | Artjom Matschekin     | 47,59 |

#### 200 m Freistil
Finale am 3. Dezember 2015
| Platz | Land        | Athlet                   | Zeit    |
| ----- | ----------- | ------------------------ | ------- |
| 1     | Deutschland | Paul Biedermann          | 1:42,68 |
| 2     | Belgien     | Pieter Timmers           | 1:42,85 |
| 3     | Belgien     | Glenn Surgeloose         | 1:43,55 |
| 3     | Russland    | Wjatscheslaw Andrussenko | 1:43,55 |
| 5     | Italien     | Filippo Magnini          | 1:43,60 |
| 6     | Niederlande | Maarten Brzoskowski      | 1:44,24 |
| 7     | Deutschland | Philip Heintz            | 1:44,27 |
| 8     | Österreich  | Felix Auböck             | 1:44,99 |

#### 400 m Freistil
Finale am 2. Dezember 2015
| Platz | Land        | Athlet                   | Zeit    |
| ----- | ----------- | ------------------------ | ------- |
| 1     | Ungarn      | Péter Bernek             | 3:35,46 |
| 2     | Deutschland | Paul Biedermann          | 3:35,96 |
| 3     | Italien     | Gabriele Detti           | 3:37,22 |
| 4     | Norwegen    | Henrik Christiansen      | 3:37,26 |
| 5     | Polen       | Wojciech Wojdak          | 3:37,57 |
| 6     | Niederlande | Maarten Brzoskowski      | 3:40,20 |
| 7     | Tschechien  | Jan Micka                | 3:41,67 |
| 8     | Russland    | Wjatscheslaw Andrussenko | 3:47,44 |

#### 1500 m Freistil
Finale am 4. Dezember 2015
| Platz | Land       | Athlet               | Zeit          |
| ----- | ---------- | -------------------- | ------------- |
| 1     | Italien    | Gregorio Paltrinieri | 14:08,06 (WR) |
| 2     | Italien    | Gabriele Detti       | 14:18,00      |
| 3     | Norwegen   | Henrik Christiansen  | 14:23,60      |
| 4     | Tschechien | Jan Micka            | 14:35,11      |
| 5     | Polen      | Wojciech Wojdak      | 14:38,90      |
| 6     | Färöer     | Pál Joensen          | 14:42,16      |
| 7     | Slowakei   | Richard Nagy         | 14:43,82      |
| 8     | Serbien    | Vuk Čelić            | 14:50,10      |

### Schmetterling

#### 50 m Schmetterling
Finale am 5. Dezember 2015
| Platz | Land     | Athlet            | Zeit  |
| ----- | -------- | ----------------- | ----- |
| 1     | Ukraine  | Andrij Howorow    | 22,36 |
| 2     | Belarus  | Jauhen Zurkin     | 22,56 |
| 3     | Russland | Alexander Popkow  | 22,69 |
| 4     | Russland | Nikita Konowalow  | 22,77 |
| 5     | Belarus  | Pawel Sankowitsch | 22,82 |
| 6     | Italien  | Matteo Rivolta    | 22,85 |
| 7     | Italien  | Piero Codia       | 22,87 |
| 8     | Kroatien | Mario Todorović   | 23,16 |

#### 100 m Schmetterling
Finale am 3. Dezember 2015
| Platz | Land         | Athlet            | Zeit  |
| ----- | ------------ | ----------------- | ----- |
| 1     | Ungarn       | László Cseh       | 49,33 |
| 2     | Italien      | Matteo Rivolta    | 49,70 |
| 3     | Russland     | Nikita Konowalow  | 50,28 |
| 4     | Belarus      | Pawel Sankowitsch | 50,31 |
| 5     | Italien      | Piero Codia       | 50,48 |
| 6     | Belarus      | Jauhen Zurkin     | 50,50 |
| 7     | Griechenland | Andreas Vazaios   | 50,72 |
| 8     | Deutschland  | Marius Kusch      | 50,83 |

#### 200 m Schmetterling
Finale am 6. Dezember 2015
| Platz | Land        | Athlet          | Zeit         |
| ----- | ----------- | --------------- | ------------ |
| 1     | Ungarn      | László Cseh     | 1:49,00 (ER) |
| 2     | Dänemark    | Viktor Bromer   | 1:51,62      |
| 3     | Schweden    | Simon Sjödin    | 1:52,89      |
| 4     | Belgien     | Louis Croenen   | 1:53,05      |
| 5     | Deutschland | Philip Heintz   | 1:53,25      |
| 6     | Deutschland | Markus Gierke   | 1:53,41      |
| 7     | Tschechien  | Jan Šefl        | 1:53,71      |
| 8     | Ungarn      | Dávid Verrasztó | 1:54,32      |

### Rücken

#### 50 m Rücken
Finale am 6. Dezember 2015
| Platz | Land                   | Athlet               | Zeit  |
| ----- | ---------------------- | -------------------- | ----- |
| 1     | Polen                  | Tomasz Polewka       | 22,96 |
| 2     | Vereinigtes Königreich | Chris Walker-Hebborn | 23,09 |
| 2     | Italien                | Simone Sabbioni      | 23,09 |
| 4     | Belarus                | Pawel Sankowitsch    | 23,26 |
| 5     | Israel                 | Guy Barnea           | 23,27 |
| 6     | Israel                 | Jonatan Kopelev      | 23,45 |
| 7     | Türkei                 | İskender Başlakov    | 23,53 |
| 7     | Russland               | Stanislaw Donez      | 23,53 |

#### 100 m Rücken
Finale am 4. Dezember 2015
| Platz | Land                   | Athlet               | Zeit  |
| ----- | ---------------------- | -------------------- | ----- |
| 1     | Polen                  | Radosław Kawęcki     | 49,64 |
| 2     | Russland               | Stanislaw Donez      | 50,30 |
| 3     | Vereinigtes Königreich | Chris Walker-Hebborn | 50,35 |
| 4     | Russland               | Nikita Konowalow     | 50,50 |
| 5     | Italien                | Simone Sabbioni      | 50,57 |
| 6     | Rumänien               | Robert Glinţă        | 50,77 |
| 7     | Deutschland            | Jan-Philip Glania    | 51,41 |
| 8     | Estland                | Ralf Tribuntsov      | 52,04 |

#### 200 m Rücken
Finale am 2. Dezember 2015
| Platz | Land        | Athlet            | Zeit         |
| ----- | ----------- | ----------------- | ------------ |
| 1     | Polen       | Radosław Kawęcki  | 1:48,33 (CR) |
| 2     | Israel      | Yakov Toumarkin   | 1:49,84      |
| 3     | Italien     | Simone Sabbioni   | 1:50,75      |
| 4     | Litauen     | Danas Rapšys      | 1:51,03      |
| 5     | Deutschland | Jan-Philip Glania | 1:51,31      |
| 6     | Ungarn      | Dávid Földházi    | 1:51,61      |
| 7     | Israel      | David Gamburg     | 1:51,71      |
| 8     | Russland    | Andrei Schabassow | 1:52,19      |

### Brust

#### 50 m Brust
Finale am 2. Dezember 2015
| Platz | Land                   | Athlet           | Zeit  |
| ----- | ---------------------- | ---------------- | ----- |
| 1     | Slowenien              | Damir Dugonjič   | 26,20 |
| 2     | Vereinigtes Königreich | Adam Peaty       | 26,21 |
| 3     | Russland               | Oleg Kostin      | 26,35 |
| 3     | Irland                 | Alexander Murphy | 26,35 |
| 5     | Litauen                | Giedrius Titenis | 26,38 |
| 6     | Russland               | Andrei Nikolajew | 26,39 |
| 7     | Italien                | Fabio Scozzoli   | 26,46 |
| 8     | Italien                | Andrea Toniato   | 26,64 |

#### 100 m Brust
Finale am 5. Dezember 2015
| Platz | Land                   | Athlet           | Zeit  |
| ----- | ---------------------- | ---------------- | ----- |
| 1     | Deutschland            | Marco Koch       | 56,78 |
| 2     | Vereinigtes Königreich | Adam Peaty       | 56,96 |
| 3     | Litauen                | Giedrius Titenis | 57,02 |
| 4     | Italien                | Fabio Scozzoli   | 57,14 |
| 5     | Ungarn                 | Dániel Gyurta    | 57,45 |
| 6     | Slowenien              | Damir Dugonjič   | 57,58 |
| 7     | Russland               | Oleg Kostin      | 57,89 |
| 8     | Russland               | Anton Tschupkow  | 58,41 |

#### 200 m Brust
Finale am 3. Dezember 2015
| Platz | Land                   | Athlet              | Zeit         |
| ----- | ---------------------- | ------------------- | ------------ |
| 1     | Deutschland            | Marco Koch          | 2:00,53 (CR) |
| 2     | Ungarn                 | Dániel Gyurta       | 2:01,99      |
| 3     | Vereinigtes Königreich | Andrew Willis       | 2:02,76      |
| 4     | Russland               | Oleg Kostin         | 2:03,58      |
| 5     | Schweden               | Erik Persson        | 2:04,42      |
| 6     | Deutschland            | Christian vom Lehn  | 2:05,32      |
| 7     | Estland                | Martin Liivamägi    | 2:06,93      |
| 8     | Belarus                | Ilja Schymanowitsch | 2:07,44      |

### Lagen

#### 100 m Lagen
Finale am 6. Dezember 2015
| Platz | Land                   | Athlet              | Zeit  |
| ----- | ---------------------- | ------------------- | ----- |
| 1     | Russland               | Sergei Fessikow     | 52,00 |
| 2     | Israel                 | Yakov Toumarkin     | 52,62 |
| 3     | Griechenland           | Andreas Vazaios     | 52,67 |
| 4     | Polen                  | Marcin Cieślak      | 52,78 |
| 5     | Belgien                | Emmanuel Vanluchene | 52,81 |
| 6     | Vereinigtes Königreich | Liam Tancock        | 53,11 |
| 7     | Portugal               | Diogo Carvalho      | 53,53 |
| 8     | Luxemburg              | Raphaël Stacchiotti | 53,55 |

#### 200 m Lagen
Finale am 4. Dezember 2015
| Platz | Land                   | Athlet          | Zeit         |
| ----- | ---------------------- | --------------- | ------------ |
| 1     | Ungarn                 | László Cseh     | 1:51,36 (ER) |
| 2     | Deutschland            | Philip Heintz   | 1:53,21      |
| 3     | Portugal               | Diogo Carvalho  | 1:53,45      |
| 4     | Vereinigtes Königreich | Roberto Pavoni  | 1:54,21      |
| 5     | Griechenland           | Andreas Vazaios | 1:54,37      |
| 6     | Israel                 | Yakov Toumarkin | 1:54,68      |
| 7     | Schweden               | Simon Sjödin    | 1:54,79      |
| 8     | Portugal               | Alexis Santos   | 1:55,67      |

#### 400 m Lagen
Finale am 3. Dezember 2015
| Platz | Land                   | Athlet              | Zeit    |
| ----- | ---------------------- | ------------------- | ------- |
| 1     | Ungarn                 | Dávid Verrasztó     | 4:02,43 |
| 2     | Vereinigtes Königreich | Roberto Pavoni      | 4:02,69 |
| 3     | Israel                 | Gal Nevo            | 4:04,68 |
| 4     | Slowakei               | Richard Nagy        | 4:04,73 |
| 5     | Schweden               | Simon Sjödin        | 4:05,06 |
| 6     | Luxemburg              | Raphaël Stacchiotti | 4:06,48 |
| 7     | Spanien                | Joan Lluís Pons     | 4:08,29 |
| 8     | Tschechien             | Pavel Janeček       | 4:13,88 |

### Staffeln

#### 4 × 50 m Freistil
Finale am 2. Dezember 2015
| Platz | Land     | Athleten                                                                       | Zeit    |
| ----- | -------- | ------------------------------------------------------------------------------ | ------- |
| 1     | Russland | - Jewgeni Sedow - Andrei Arbusow - Alexander Kljukin - Nikita Konowalow        | 1:23,49 |
| 2     | Italien  | - Federico Bocchia - Marco Orsi - Giuseppe Guttuso - Filippo Magnini           | 1:24,44 |
| 3     | Belarus  | - Jauhen Zurkin - Anton Latkin - Wiktar Stasselowitsch - Artjom Matschekin     | 1:25,01 |
| 4     | Belgien  | - François Heersbrandt - Jasper Aerents - Emmanuel Vanluchene - Pieter Timmers | 1:25,08 |
| 5     | Finnland | - Andrei Tuomala - Ari-Pekka Liukkonen - Tatu Waltari - Anton Herrala          | 1:25,39 |
| 6     | Ungarn   | - Krisztián Takács - Maxim Lobanovszkij - Oszkár Lavotha - Márk Mészáros       | 1:26,47 |
| 6     | Rumänien | - Marius Radu - Daniel Macovei - Robert Glinţă - Norbert Trandafir             | 1:26,47 |
| 8     | Israel   | - Ziv Kalontarov - Gleb Ionichev - Yahav Shahaff - Or Sabatier                 | 1:26,99 |

#### 4 × 50 m Lagen
Finale am 6. Dezember 2015
| Platz | Land        | Athleten                                                                       | Zeit         |
| ----- | ----------- | ------------------------------------------------------------------------------ | ------------ |
| 1     | Italien     | - Simone Sabbioni - Fabio Scozzoli - Matteo Rivolta - Marco Orsi               | 1:31,71 (CR) |
| 2     | Russland    | - Andrei Schabassow - Oleg Kostin - Alexander Popkow - Jewgeni Sedow           | 1:32,17      |
| 3     | Belarus     | - Pawel Sankowitsch - Ilja Schymanowitsch - Jauhen Zurkin - Anton Latkin       | 1:33,21      |
| 4     | Deutschland | - Marek Ulrich - Marco Koch - Marius Kusch - Philipp Wolf                      | 1:33,46      |
| 5     | Ungarn      | - Dávid Földházi - Dániel Gyurta - László Cseh - Krisztián Takács              | 1:33,62      |
| 6     | Litauen     | - Danas Rapšys - Giedrius Titenis - Deividas Margevičius - Mindaugas Sadauskas | 1:33,93      |
| 7     | Türkei      | - İskender Başlakov - Demir Atasoy - Kemal Arda Gürdal - Hüseyin Emre Sakçı    | 1:34,62      |
| 8     | Estland     | - Ralf Tribuntsov - Martin Liivamägi - Daniel Zaitsev - Pjotr Degtjarjov       | 1:34,72      |

## Frauen

### Freistil

#### 50 m Freistil
Finale am 6. Dezember 2015
| Platz | Land        | Athletin                 | Zeit  |
| ----- | ----------- | ------------------------ | ----- |
| 1     | Niederlande | Ranomi Kromowidjojo      | 23,56 |
| 2     | Schweden    | Sarah Sjöström           | 23,63 |
| 3     | Dänemark    | Jeanette Ottesen         | 23,94 |
| 4     | Belarus     | Aljaksandra Herassimenja | 24,04 |
| 5     | Polen       | Aleksandra Urbańczyk     | 24,20 |
| 6     | Italien     | Erika Ferraioli          | 24,25 |
| 7     | Russland    | Rosalija Nasretdinowa    | 24,36 |
| 8     | Belarus     | Julija Chitraja          | 24,60 |

#### 100 m Freistil
Finale am 4. Dezember 2015
| Platz | Land        | Athletin                 | Zeit  |
| ----- | ----------- | ------------------------ | ----- |
| 1     | Schweden    | Sarah Sjöström           | 51,37 |
| 2     | Niederlande | Ranomi Kromowidjojo      | 51,59 |
| 3     | Russland    | Weronika Popowa          | 52,02 |
| 4     | Niederlande | Femke Heemskerk          | 52,53 |
| 5     | Italien     | Federica Pellegrini      | 52,56 |
| 6     | Italien     | Erika Ferraioli          | 52,71 |
| 7     | Belarus     | Aljaksandra Herassimenja | 53,12 |
| 8     | Israel      | Andrea Murez             | 53,43 |

#### 200 m Freistil
Finale am 5. Dezember 2015
| Platz | Land        | Athletin               | Zeit    |
| ----- | ----------- | ---------------------- | ------- |
| 1     | Italien     | Federica Pellegrini    | 1:51,89 |
| 2     | Russland    | Weronika Popowa        | 1:52,46 |
| 3     | Niederlande | Femke Heemskerk        | 1:52,81 |
| 4     | Niederlande | Robin Neumann          | 1:55,93 |
| 5     | Russland    | Wiktorija Andrejewa    | 1:56,41 |
| 6     | Italien     | Chiara Masini Luccetti | 1:56,48 |
| 7     | Israel      | Andrea Murez           | 1:56,52 |
| 8     | Bulgarien   | Nina Rangelowa         | 1:56,54 |

#### 400 m Freistil
Finale am 6. Dezember 2015
| Platz | Land                   | Athletin              | Zeit    |
| ----- | ---------------------- | --------------------- | ------- |
| 1     | Vereinigtes Königreich | Jazmin Carlin         | 3:58,81 |
| 2     | Ungarn                 | Katinka Hosszú        | 3:58,84 |
| 3     | Ungarn                 | Boglárka Kapás        | 3:59,02 |
| 4     | Niederlande            | Femke Heemskerk       | 4:00,99 |
| 5     | Niederlande            | Sharon van Rouwendaal | 4:01,04 |
| 6     | Vereinigtes Königreich | Hannah Miley          | 4:01,17 |
| 7     | Italien                | Erica Musso           | 4:02,28 |
| 8     | Italien                | Diletta Carli         | 4:03,36 |

#### 800 m Freistil
Finale am 3. Dezember 2015
| Platz | Land                   | Athlet                | Zeit    |
| ----- | ---------------------- | --------------------- | ------- |
| 1     | Vereinigtes Königreich | Jazmin Carlin         | 8:11,01 |
| 2     | Ungarn                 | Boglárka Kapás        | 8:11,43 |
| 3     | Niederlande            | Sharon van Rouwendaal | 8:15,84 |
| 4     | Italien                | Diletta Carli         | 8:17,92 |
| 5     | Italien                | Martina Caramignoli   | 8:18,06 |
| 6     | Slowenien              | Anja Klinar           | 8:19,08 |
| 7     | Slowenien              | Tjaša Oder            | 8:20,22 |
| 8     | Ungarn                 | Adél Juhász           | 8:28,38 |

### Schmetterling

#### 50 m Schmetterling
Finale am 3. Dezember 2015
| Platz | Land                   | Athlet                 | Zeit       |
| ----- | ---------------------- | ---------------------- | ---------- |
| 1     | Schweden               | Sarah Sjöström         | 24,58 (CR) |
| 2     | Dänemark               | Jeanette Ottesen       | 25,04      |
| 3     | Italien                | Silvia Di Pietro       | 25,26      |
| 4     | Polen                  | Aleksandra Urbańczyk   | 25,45      |
| 5     | Niederlande            | Inge Dekker            | 25,52      |
| 6     | Vereinigtes Königreich | Siobhan-Marie O’Connor | 25,69      |
| 7     | Russland               | Darja Zwetkowa         | 25,71      |
| 8     | Dänemark               | Emilie Beckmann        | 26,15      |

#### 100 m Schmetterling
Finale am 6. Dezember 2015
| Platz | Land                   | Athletin               | Zeit       |
| ----- | ---------------------- | ---------------------- | ---------- |
| 1     | Schweden               | Sarah Sjöström         | 55,03 (CR) |
| 2     | Dänemark               | Jeanette Ottesen       | 55,68      |
| 3     | Deutschland            | Alexandra Wenk         | 56,43      |
| 4     | Italien                | Ilaria Bianchi         | 56,45      |
| 5     | Italien                | Silvia Di Pietro       | 56,63      |
| 6     | Niederlande            | Inge Dekker            | 56,77      |
| 7     | Vereinigtes Königreich | Siobhan-Marie O’Connor | 56,81      |
| 8     | Schweden               | Louise Hansson         | 57,16      |

#### 200 m Schmetterling
Finale am 4. Dezember 2015
| Platz | Land        | Athletin          | Zeit    |
| ----- | ----------- | ----------------- | ------- |
| 1     | Deutschland | Franziska Hentke  | 2:03,01 |
| 2     | Frankreich  | Lara Grangeon     | 2:03,85 |
| 3     | Italien     | Alessia Polieri   | 2:04,37 |
| 4     | Italien     | Stefania Pirozzi  | 2:05,05 |
| 5     | Ungarn      | Zsuzsanna Jakabos | 2:05,16 |
| 6     | Ungarn      | Liliána Szilágyi  | 2:05,64 |
| 7     | Schweiz     | Danielle Villars  | 2:06,98 |
| 8     | Deutschland | Lisa Höpink       | 2:07,59 |

### Rücken

#### 50 m Rücken
Finale am 5. Dezember 2015
| Platz | Land       | Athletin                 | Zeit  |
| ----- | ---------- | ------------------------ | ----- |
| 1     | Ungarn     | Katinka Hosszú           | 26,13 |
| 2     | Polen      | Aleksandra Urbańczyk     | 26,27 |
| 3     | Kroatien   | Sanja Jovanović          | 26,45 |
| 4     | Polen      | Alicja Tchórz            | 26,56 |
| 5     | Belarus    | Aljaksandra Herassimenja | 26,67 |
| 6     | Tschechien | Simona Baumrtová         | 26,75 |
| 7     | Slowakei   | Katarína Listopadová     | 26,79 |
| 8     | Italien    | Elena Gemo               | 26,89 |

#### 100 m Rücken
Finale am 3. Dezember 2015
| Platz | Land        | Athlet                  | Zeit       |
| ----- | ----------- | ----------------------- | ---------- |
| 1     | Ungarn      | Katinka Hosszú          | 55,42 (CR) |
| 2     | Polen       | Alicja Tchórz           | 57,17      |
| 3     | Island      | Eygló Ósk Gústafsdóttir | 57,42      |
| 4     | Russland    | Darja Ustinowa          | 57,64      |
| 5     | Tschechien  | Simona Baumrtová        | 57,73      |
| 6     | Schweden    | Louise Hansson          | 57,74      |
| 7     | Slowakei    | Katarína Listopadová    | 58,01      |
| 8     | Deutschland | Jenny Mensing           | 58,85      |

#### 200 m Rücken
Finale am 4. Dezember 2015
| Platz | Land        | Athletin                | Zeit         |
| ----- | ----------- | ----------------------- | ------------ |
| 1     | Ungarn      | Katinka Hosszú          | 1:59,84 (CR) |
| 2     | Russland    | Darja Ustinowa          | 2:01,57      |
| 3     | Island      | Eygló Ósk Gústafsdóttir | 2:03,53      |
| 4     | Deutschland | Jenny Mensing           | 2:03,89      |
| 5     | Tschechien  | Simona Baumrtová        | 2:04,09      |
| 6     | Polen       | Alicja Tchórz           | 2:04,98      |
| 7     | Italien     | Margherita Panziera     | 2:05,60      |
| 8     | Deutschland | Dörte Baumert           | 2:06,20      |

### Brust

#### 50 m Brust
Finale am 2. Dezember 2015
| Platz | Land        | Athletin              | Zeit  |
| ----- | ----------- | --------------------- | ----- |
| 1     | Finnland    | Jenna Laukkanen       | 29,71 |
| 2     | Belgien     | Fanny Lecluyse        | 29,84 |
| 3     | Russland    | Natalja Iwanejewa     | 29,99 |
| 4     | Niederlande | Moniek Nijhuis        | 30,09 |
| 5     | Schweden    | Sophie Hansson        | 30,27 |
| 6     | Türkei      | Viktoria Zeynep Güneş | 30,28 |
| 7     | Italien     | Martina Carraro       | 30,52 |
| 8     | Israel      | Amit Ivry             | 30,56 |

#### 100 m Brust
Finale am 5. Dezember 2015
| Platz | Land        | Athletin              | Zeit    |
| ----- | ----------- | --------------------- | ------- |
| 1     | Finnland    | Jenna Laukkanen       | 1:04,56 |
| 2     | Niederlande | Moniek Nijhuis        | 1:05,21 |
| 3     | Türkei      | Viktoria Zeynep Güneş | 1:05,32 |
| 4     | Belgien     | Fanny Lecluyse        | 1:05,49 |
| 5     | Italien     | Ilaria Scarcella      | 1:05,59 |
| 6     | Österreich  | Lena Kreundl          | 1:05,89 |
| 7     | Russland    | Marija Astaschkina    | 1:06,15 |
| 8     | Italien     | Martina Carraro       | 1:06,35 |

#### 200 m Brust
Finale am 6. Dezember 2015
| Platz | Land        | Athletin              | Zeit    |
| ----- | ----------- | --------------------- | ------- |
| 1     | Belgien     | Fanny Lecluyse        | 2:18,49 |
| 2     | Russland    | Marija Astaschkina    | 2:19,69 |
| 3     | Türkei      | Viktoria Zeynep Güneş | 2:19,73 |
| 4     | Deutschland | Vanessa Grimberg      | 2:20,47 |
| 5     | Italien     | Ilaria Scarcella      | 2:21,25 |
| 6     | Ungarn      | Dalma Sebestyén       | 2:22,40 |
| 7     | Kroatien    | Ana Radić             | 2:23,25 |
| 8     | Tschechien  | Martina Moravčíková   | 2:24,18 |

### Lagen

#### 100 m Lagen
Finale am 4. Dezember 2015
| Platz | Land                   | Athletin               | Zeit       |
| ----- | ---------------------- | ---------------------- | ---------- |
| 1     | Ungarn                 | Katinka Hosszú         | 56,67 (WR) |
| 2     | Vereinigtes Königreich | Siobhan-Marie O’Connor | 57,65      |
| 3     | Niederlande            | Marrit Steenbergen     | 59,00      |
| 4     | Israel                 | Amit Ivry              | 59,09      |
| 5     | Schweden               | Louise Hansson         | 59,60      |
| 6     | Russland               | Wiktorija Andrejewa    | 59,67      |
| 7     | Österreich             | Lisa Zaiser            | 1:00,01    |
| 8     | Türkei                 | Viktoria Zeynep Güneş  | 1:00,18    |

#### 200 m Lagen
Finale am 5. Dezember 2015
| Platz | Land                   | Athletin               | Zeit         |
| ----- | ---------------------- | ---------------------- | ------------ |
| 1     | Ungarn                 | Katinka Hosszú         | 2:02,53 (CR) |
| 2     | Vereinigtes Königreich | Siobhan-Marie O’Connor | 2:05,13      |
| 3     | Schweden               | Louise Hansson         | 2:07,96      |
| 4     | Frankreich             | Lara Grangeon          | 2:08,39      |
| 5     | Vereinigtes Königreich | Hannah Miley           | 2:08,57      |
| 6     | Deutschland            | Alexandra Wenk         | 2:08,60      |
| 7     | Ungarn                 | Réka György            | 2:09,85      |
| 8     | Russland               | Wiktorija Andrejewa    | 2:09,96      |

#### 400 m Lagen
Finale am 2. Dezember 2015
| Platz | Land                   | Athletin          | Zeit    |
| ----- | ---------------------- | ----------------- | ------- |
| 1     | Ungarn                 | Katinka Hosszú    | 4:19,75 |
| 2     | Vereinigtes Königreich | Hannah Miley      | 4:26,87 |
| 3     | Frankreich             | Lara Grangeon     | 4:27,31 |
| 4     | Tschechien             | Barbora Závadová  | 4:31,32 |
| 5     | Italien                | Stefania Pirozzi  | 4:31,39 |
| 6     | Italien                | Luisa Trombetti   | 4:31,59 |
| 7     | Deutschland            | Franziska Hentke  | 4:34,50 |
| –     | Ungarn                 | Zsuzsanna Jakabos | DSQ     |

### Staffeln

#### 4 × 50 m Freistil
Finale am 4. Dezember 2015
| Platz | Land        | Athletinnen                                                                     | Zeit    |
| ----- | ----------- | ------------------------------------------------------------------------------- | ------- |
| 1     | Italien     | - Silvia Di Pietro - Erika Ferraioli - Aglaia Pezzato - Federica Pellegrini     | 1:36,05 |
| 2     | Niederlande | - Inge Dekker - Femke Heemskerk - Tamara van Vliet - Ranomi Kromowidjojo        | 1:36,20 |
| 3     | Russland    | - Rosalija Nasretdinowa - Weronika Popowa - Darja Kartaschowa - Natalja Lowzowa | 1:36,62 |
| 4     | Dänemark    | - Jeanette Ottesen - Julie Kepp Jensen - Emilie Beckmann - Sarah Bro            | 1:37,04 |
| 5     | Schweden    | - Louise Hansson - Sarah Sjöström - Magdalena Kuras - Sophie Hansson            | 1:38,14 |
| 6     | Israel      | - Zohar Shikler - Amit Ivry - Keren Siebner - Andrea Murez                      | 1:38,53 |
| 7     | Finnland    | - Fanny Teijonsalo - Mimosa Jallow - Retta Kanervo - Hanna-Maria Seppälä        | 1:38,96 |
| 8     | Österreich  | - Birgit Koschischek - Lena Kreundl - Lisa Zaiser - Caroline Hechenbichler      | 1:40,11 |

#### 4 × 50 m Lagen
Finale am 6. Dezember 2015
| Platz | Land        | Athletinnen                                                                    | Zeit    |
| ----- | ----------- | ------------------------------------------------------------------------------ | ------- |
| 1     | Niederlande | - Tessa Vermeulen - Moniek Nijhuis - Inge Dekker - Ranomi Kromowidjojo         | 1:44,85 |
| 2     | Schweden    | - Louise Hansson - Sophie Hansson - Sarah Sjöström - Magdalena Kuras           | 1:45,34 |
| 3     | Italien     | - Elena Gemo - Martina Carraro - Silvia Di Pietro - Erika Ferraioli            | 1:45,73 |
| 4     | Russland    | - Polina Jegorowa - Natalja Iwanejewa - Darja Zwetkowa - Weronika Popowa       | 1:46,34 |
| 5     | Finnland    | - Mimosa Jallow - Jenna Laukkanen - Fanny Teijonsalo - Hanna-Maria Seppälä     | 1:47,05 |
| 6     | Deutschland | - Doris Eichhorn - Caroline Ruhnau - Alexandra Wenk - Nina Kost                | 1:47,53 |
| 7     | Tschechien  | - Simona Baumrtová - Petra Chocová - Lucie Svěcená - Anna Kolářová             | 1:48,08 |
| 8     | Türkei      | - Ekaterina Awramowa - Viktoria Zeynep Güneş - Gizem Çam - İlknur Nihan Çakıcı | 1:49,75 |

## Gemischte Staffeln

### 4 × 50 m Freistil
Finale am 5. Dezember 2015
| Platz | Land        | Athleten                                                                     | Zeit         |
| ----- | ----------- | ---------------------------------------------------------------------------- | ------------ |
| 1     | Italien     | - Federico Bocchia - Marco Orsi - Silvia Di Pietro - Erika Ferraioli         | 1:29,26 (CR) |
| 2     | Russland    | - Jewgeni Sedow - Nikita Konowalow - Natalja Lowzowa - Rosalija Nasretdinowa | 1:29,59      |
| 3     | Niederlande | - Jesse Puts - Ben Schwietert - Inge Dekker - Ranomi Kromowidjojo            | 1:30,03      |
| 4     | Schweden    | - Christoffer Carlsen - Simon Sjödin - Sarah Sjöström - Magdalena Kuras      | 1:31,60      |
| 5     | Finnland    | - Andrei Tuomola - Ari-Pekka Liukkonen - Hanna-Maria Seppälä - Mimosa Jallow | 1:31,93      |
| 6     | Belarus     | - Anton Latkin - Jauhen Zurkin - Julija Chitraja - Aljaksandra Herassimenja  | 1:31,94      |
| 7     | Ukraine     | - Andrij Howorow - Andrij Chlopzow - Darja Stepanjuk - Hanna Dserkal         | 1:32,45      |
| 8     | Israel      | - Ziv Kalontarov - Or Sabatier - Zohar Shikler - Andrea Murez                | 1:32,55      |

### 4 × 50 m Lagen
Finale am 3. Dezember 2015
| Platz | Land        | Athleten                                                                                   | Zeit         |
| ----- | ----------- | ------------------------------------------------------------------------------------------ | ------------ |
| 1     | Italien     | - Simone Sabbioni - Fabio Scozzoli - Silvia Di Pietro - Erika Ferraioli                    | 1:38,33 (CR) |
| 2     | Russland    | - Andrei Schabassow - Andrei Nikolajew - Alina Kaschinskaja - Rosalija Nasretdinowa        | 1:38,36      |
| 3     | Belarus     | - Pawel Sankowitsch - Ilja Schymanowitsch - Swjatlana Chachlowa - Aljaksandra Herassimenja | 1:39,03      |
| 4     | Niederlande | - Jesse Puts - Sébas van Lith - Inge Dekker - Ranomi Kromowidjojo                          | 1:39,23      |
| 5     | Deutschland | - Jan-Philip Glania - Marco Koch - Alexandra Wenk - Nina Kost                              | 1:39,32      |
| 6     | Finnland    | - Mimosa Jallow - Jenna Laukkanen - Riku Pöytäkivi - Ari-Pekka Liukkonen                   | 1:39,53      |
| 7     | Israel      | - Guy Barnea - Yahav Shahaff - Amit Ivry - Andrea Murez                                    | 1:40,48      |
| 8     | Tschechien  | - Simona Baumrtová - Petr Bartůněk - Jan Šefl - Anna Kolářová                              | 1:41,73      |